# Samurai Deeper Kyo
Samurai Deeper Kyo (jap. サムライディパーKYO Samurai Dīpā Kyo) ist eine Manga-Serie von Akimine Kamijō. Sie richtet sich vorwiegend an eine jugendliche, männliche Leserschaft, ist also der Shōnen-Gattung zuzuordnen. Der Manga, der von 1999 bis 2006 erschien, umfasst etwa 6700 Seiten, wurde als Anime umgesetzt und in mehrere Sprachen übersetzt.

## Handlung
Das Geschehen spielt in Japan des Jahres 1604, vier Jahre nach der Schlacht von Sekigahara. Der legendäre mordlustige Kämpfer Dämonenauge Kyo steckt im Körper des Arzneihändlers Kyoshiro Mibu. Während dieser nur ein normales Leben führen möchte, ist Kyo auf der Suche nach seinem richtigen Körper. Auf der Wanderschaft trifft Kyoshiro auf die Kopfgeldjägerin Yuya Shiina, die ihn wegen des Kopfgeldes, das auf Kyo ausgesetzt ist, schließlich begleitet. Auf ihrer Reise treffen sie auf alte Feinde Kyos und finden neue Weggefährten. Dabei sind sich Yuya und Kyoshiro nie sicher, ob sie sich auf Kyos Unterstützung verlassen können, der bei großer Gefahr immer erscheint und das Morden anscheinend genießt. Als Kind wurde er von einem Wolf verflucht, dem er verbieten wollte, ein Schaf zu reißen. Aufgrund dieses Fluches tobt ein Kampf zwischen Gut und Böse in ihm.

## Veröffentlichungen
Die Manga-Serie erschien von Oktober 1999 bis Mai 2006 wöchentlich in Einzelkapiteln im Manga-Magazin Shōnen Magazine. Der Kōdansha-Verlag brachte diese Einzelkapitel auch in 38 Sammelbänden heraus. Bis Herbst 2002 verkauften sich die bis dahin erschienenen Bände über sieben Millionen Mal.
Samurai Deeper Kyo wurde in mehrere Länder exportiert. So erschien er in den Vereinigten Staaten, im Vereinigten Königreich und in Kanada bei Tokyopop, in Frankreich bei Kana, in Dänemark bei Mangismo, in Indonesien bei Elex Media Komputindo, in Malaysia bei Komik Remaja und in Spanien bei Glénat. Auf Deutsch veröffentlicht der Heyne Verlag die Sammelbände seit März 2007. Nach 18 Bänden wurde die Veröffentlichung abgebrochen.

## Verfilmung
Auf Grundlage der Manga-Vorlage entstand im Studio Deen eine 26-teilige Anime-Fernsehserie. Regie führte Junji Nishimura. Obwohl die Serie nicht in allen Einzelheiten dem Manga folgt, hält sie sich relativ eng an die Handlung ihrer Vorlage. Der Fernsehsender TV Tokyo strahlte die 26 Episoden vom 2. Juli bis zum 23. Dezember 2002 erstmals im japanischen Fernsehen aus. Nach der Fernsehausstrahlung brachte man den Anime auf neun DVDs heraus.
Die Fernsehserie wurde zudem in Frankreich, Italien und den Vereinigten Staaten veröffentlicht.

### Synchronsprecher
| Rolle              | japanischer Sprecher (Seiyū) |
| ------------------ | ---------------------------- |
| Kyōshirō Mibu      | Katsuyuki Konishi            |
| Yuya Shiina        | Yui Horie                    |
| Makora/Fūma Kotarō | Akio Suyama                  |
| Sasuke Sarutobi    | Akira Ishida                 |
| Benitora           | Toshihiko Seki               |